# Ruban d'argent du meilleur réalisateur débutant

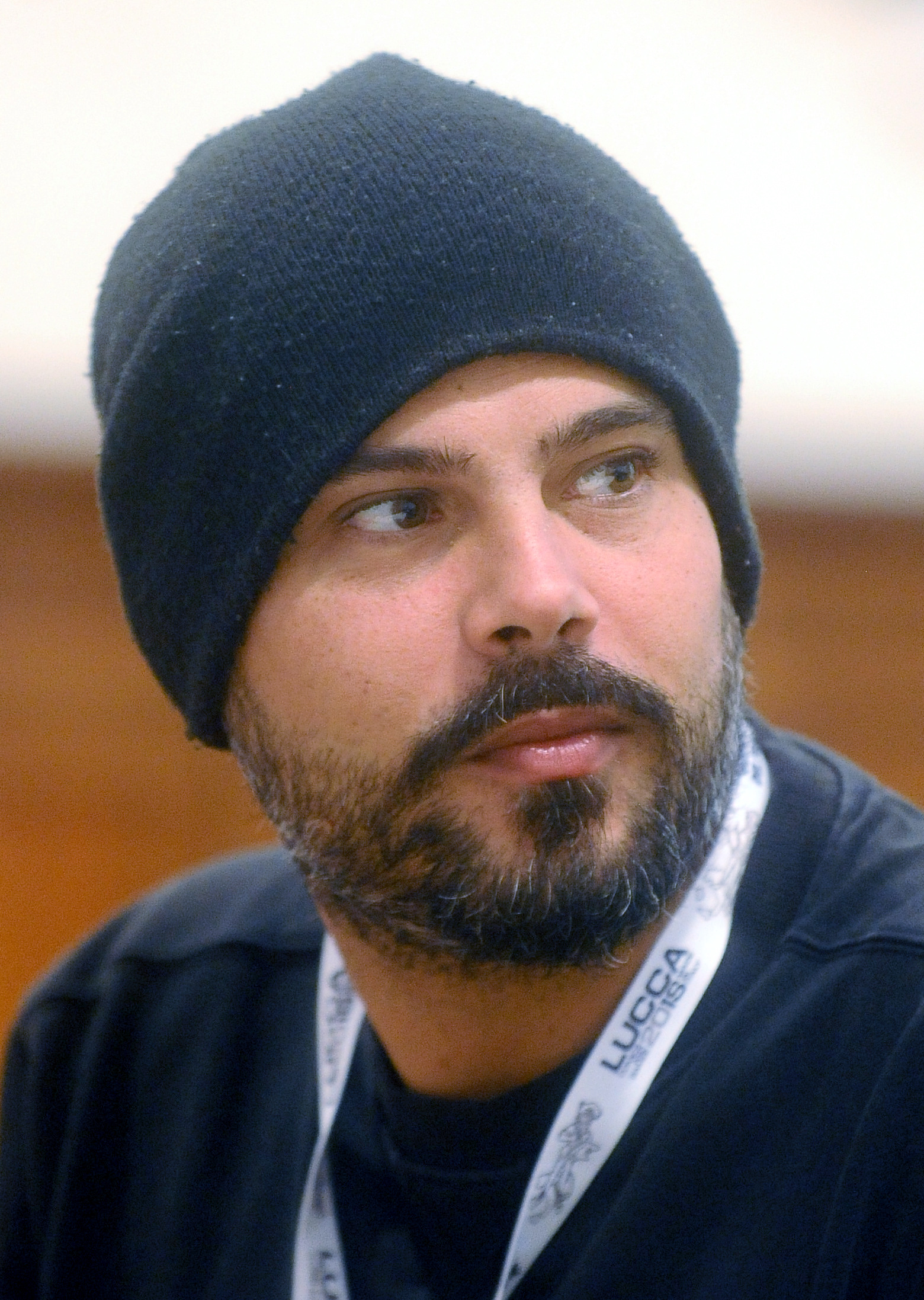
Marco D'Amore en 2018

Le Ruban d'argent du meilleur réalisateur débutant (Nastro d'argento al miglior regista esordiente) est une récompense cinématographique italienne décernée chaque année, depuis 1974 par le syndicat national des journalistes cinématographiques italiens (en italien, Sindacato Nazionale Giornalisti Cinematografici Italiani,) (SNGCI) lequel décerne également tous les autres Rubans d'argent. Pour le cinéma, c'est le prix le plus ancien en Europe.
Quatre lauréats de ce prix ont par la suite également reçu le Ruban d'argent du meilleur réalisateur : Maurizio Nichetti, Giuseppe Tornatore, Paolo Virzì et Paolo Sorrentino.

## Années 1970
- 1974 : Marco Leto - La villeggiatura
- 1975 : Luigi Di Gianni - Il tempo dell'inizio
- 1976 : Ennio Lorenzini - Comme il est doux de mourir assassiné (Quanto è bello lu murire acciso)
- 1977 : Giorgio Ferrara - Un cœur simple (Un cuore simplice)
- 1978 : Sergio Nuti - Non contate su di noi
- 1979 : Salvatore Nocita - Ligabue

## Années 1980
- 1980 : Maurizio Nichetti - Ratataplan
- 1981 : Massimo Troisi - Ricomincio da tre
- 1982 : Alessandro Benvenuti - Ad ovest di Paperino
- 1983 : Franco Piavoli - Il pianeta azzurro
- 1984 : Gabriele Lavia - Il principe di Homburg
- 1985 : Luciano De Crescenzo - Così parlò Bellavista
- 1986 : Enrico Montesano - A me mi piace
- 1987 : Giuseppe Tornatore - Le Maître de la camorra (Il camorrista)
- 1988 : Carlo Mazzacurati - Nuit italienne (Notte italiana)
- 1989 : Francesca Archibugi - Mignon è partita

## Années 1990
- 1990 : Ricky Tognazzi - Légers quiproquos (Piccoli equivoci)
- 1991 : Sergio Rubini - Le Chef de gare (La stazione)
- 1992 : Antonio Capuano - Vito e gli altri
- 1993 : Mario Martone - Mort d'un mathématicien napolitain (Morte di un matematico napoletano)
- 1994 : Pappi Corsicato - Libera
- 1995 : Paolo Virzì - La bella vita
- 1996 :Sandro Baldoni - Strane storie
- 1997 : Roberto Cimpanelli - Un inverno freddo freddo
- 1998 : Roberta Torre - Tano da morire
- 1999 : Luciano Ligabue -  Radiofreccia

## Années 2000
- 2000 : Alessandro Piva - LaCapaGira
- 2001 : Alex Infascelli - Almost Blue
- 2002 : Paolo Sorrentino - L'Homme en plus (L'uomo in più)
- 2003 : Maria Sole Tognazzi - Passato prossimo
- 2004 : Franco Battiato - Perdutoamor
- 2005 : Saverio Costanzo - Private
- 2006 : Francesco Munzi - Saimir
- 2007 : Kim Rossi Stuart - Libero
- 2008 : Andrea Molaioli -  La Fille du lac (La ragazza del lago)
- 2009 : Gianni Di Gregorio - Le Déjeuner du 15 août (Pranzo di ferragosto)

## Années 2010
- 2010 : (ex æquo) Valerio Mieli - Dix hivers à Venise (Dieci inverni) et Rocco Papaleo - Basilicata coast to coast
- 2011 : Alice Rohrwacher - Corpo celeste
- 2012 : Francesco Bruni - Scialla! (Stai sereno)
- 2013 : Valeria Golino - Miele
- 2014 : Pierfrancesco Diliberto (sobriquet Pif)  - La mafia tue seulement en été (La mafia uccide solo d'estate)
- 2015 : Edoardo Falcone - Tout mais pas ça ! (Se Dio vuole)
- 2016 : Gabriele Mainetti - On l'appelle Jeeg Robot (Lo chiamavano Jeeg Robot)
- 2017 : Andrea De Sica - I figli della notte (it)
- 2018 : les frères D'Innocenzo - Frères de sang (La terra dell'abbastanza)
- 2019 : (ex æquo) Leonardo D'Agostini - Il campione et Valerio Mastandrea - Ride

## Années 2020
- 2020 : Marco D'Amore pour L'immortale[8]
- 2021 : Pietro Castellitto pour I predatori
- 2022 : Giulia Steigerwalt pour Settembre